# Couëron

Couëron este o comună în departamentul Loire-Atlantique, Franța. În 2009 avea o populație de 18,573 de locuitori.

## Personalități născute aici
- Alcide Dessalines d'Orbigny (1802 - 1857), biolog, întemeietorul micropaleontologiei.